# Tapinocyba latia
Tapinocyba latia là một loài nhện trong họ Linyphiidae.
Loài này thuộc chi Tapinocyba. Tapinocyba latia được Alfred Frank Millidge miêu tả năm 1979.